# Aba (ninfa)
Nella mitologia greca, Aba (greco: Ἄβα) era una naiade, ovvero una ninfa delle acque dolci, che viveva in Tracia, nello specifico nella città di Ergisce, nella regione di Ciconi (oggi Çatalca, in Turchia). 
La sua genealogia non è chiara, ma sembra essere figlia del fiume Ebro. 
Secondo la Suida, era madre di Ergisco, avuto da Poseidone e fondatore della città stessa, in cui la ninfa si sarebbe poi stabilita. 

## Attributi
Nella regione di Ciconi è stata rinvenuta una fontana a lei dedicata. 